# Los Angeles County Fire Department

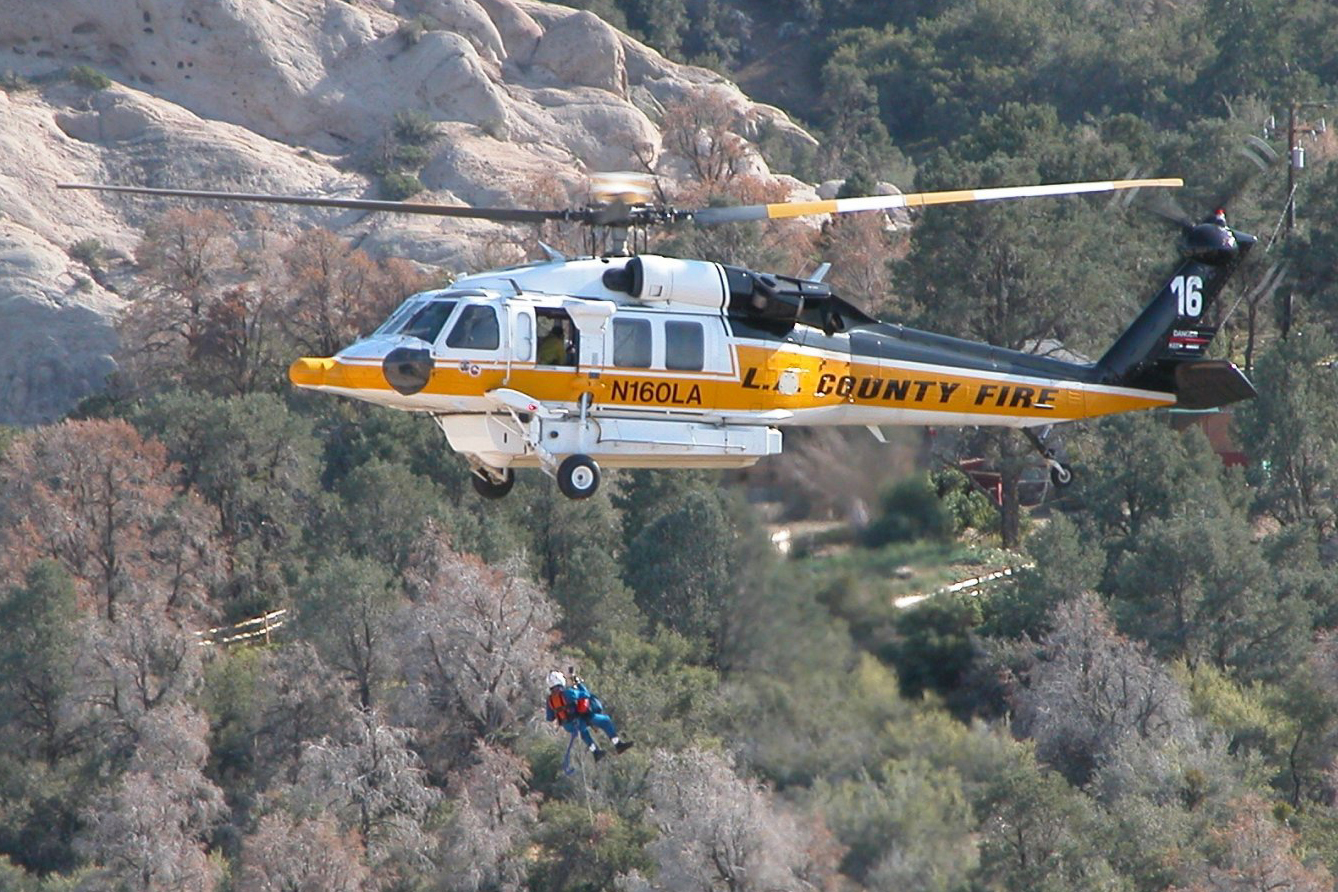
Hélicoptère bombardier d'eau Sikorsky S-70 appartenant au Los Angeles County Fire Department.

Le Los Angeles County Fire Department est l'organisme qui assure la protection contre les feux et l'aide médicale urgente pour le comté de Los Angeles aux USA. Il ne doit cependant pas être confondu avec le Los Angeles Fire Department qui lui dépend de la municipalité. Il s'agit donc de deux échelons administratifs différents.